# 布里斯班 (北達科他州)
布里斯班（英語：Brisbane）是位於美國北達科他州格蘭特縣的非建制地區。

## 歷史
布里斯班的郵局於1910年設立，其後於1956年停運。

## 地理
布里斯班所處的海拔為高於海平面732米（即2402英呎），而該地所採用的時區為UTC-7，即北美山地时区（MST）。同時該地設有夏令時間，為UTC-7調快一小時，即UTC-6（MDT）。